# Roanoke County
Roanoke County ist ein County im Bundesstaat Virginia der Vereinigten Staaten. Im Jahr 2020 hatte das County 96.929 Einwohner und eine Bevölkerungsdichte von 149,1 Einwohnern pro Quadratkilometer. Der Verwaltungssitz (County Seat) ist Salem.

## Geographie
Roanoke County liegt im Südwesten von Virginia, ist im Südwesten etwa 30 km von West Virginia entfernt und hat eine Fläche von 650 Quadratkilometern ohne nennenswerte Wasserfläche. Das County ist aufgeteilt in fünf Verwaltungsbezirke: Catawba, Cave Spring, Hollins, Vinton und Windsor Hills. Es grenzt im Uhrzeigersinn an folgende Countys: Botetourt County, Bedford County, Franklin County, Floyd County, Montgomery County und Craig County.

## Geschichte
Gebildet wurde es 1838 aus Teilen des Botetourt County. 1845 kam weiteres Land aus Teilen des Montgomery County hinzu. Benannt wurde es nach dem Roanoke River.

## Demografische Daten

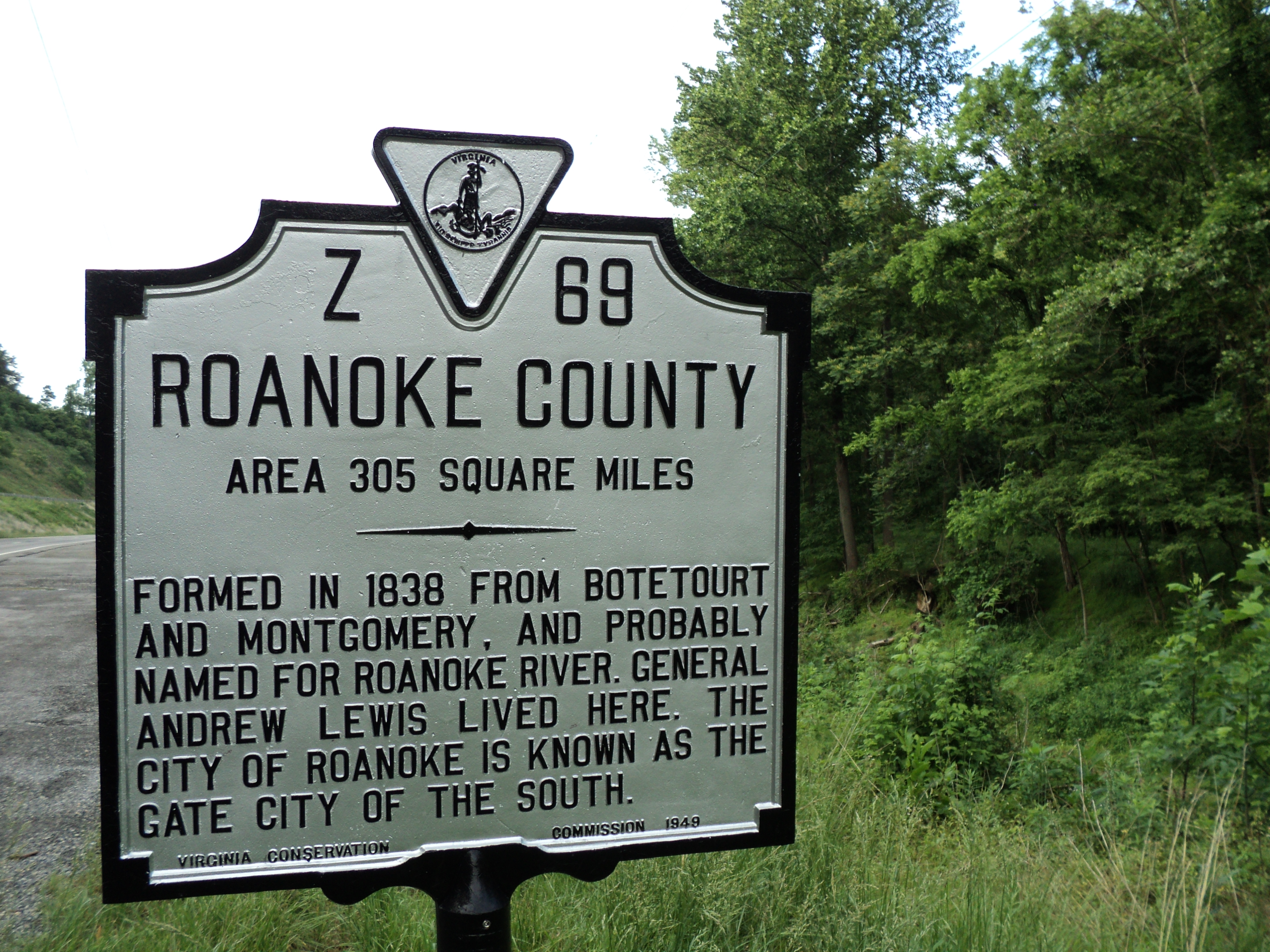
Hinweis auf die Geschichte des Roanoke Countys

Alterspyramide des Roanoke County

Nach der Volkszählung im Jahr 2000 lebten im Roanoke County 85.778 Menschen. Davon wohnten 2.256 Personen in Sammelunterkünften, die anderen Einwohner lebten in 34.686 Haushalten und 24.696 Familien. Die Bevölkerungsdichte betrug 132 Einwohner pro Quadratkilometer. Ethnisch betrachtet setzte sich die Bevölkerung zusammen aus 93,63 Prozent Weißen, 3,35 Prozent Afroamerikanern, 0,12 Prozent amerikanischen Ureinwohnern, 1,61 Prozent Asiaten, 0,02 Prozent Bewohnern aus dem pazifischen Inselraum und 0,39 Prozent aus anderen ethnischen Gruppen; 0,89 Prozent stammten von zwei oder mehr ethnischen Gruppen ab. 1,04 Prozent der Bevölkerung waren spanischer oder lateinamerikanischer Abstammung.
Von den 34.686 Haushalten hatten 30,6 Prozent Kinder und Jugendliche unter 18 Jahre, die bei ihnen lebten. 59,9 Prozent waren verheiratete, zusammenlebende Paare, 8,5 Prozent waren allein erziehende Mütter, 28,8 Prozent waren keine Familien, 25,1 Prozent waren Singlehaushalte und in 10,1 Prozent lebten Menschen im Alter von 65 Jahren oder darüber. Die Durchschnittshaushaltsgröße betrug 2,41 und die durchschnittliche Familiengröße lag bei 2,88 Personen.
Auf das gesamte County bezogen setzte sich die Bevölkerung zusammen aus 22,7 Prozent Einwohnern unter 18 Jahren, 6,6 Prozent zwischen 18 und 24 Jahren, 27,5 Prozent zwischen 25 und 44 Jahren, 27,2 Prozent zwischen 45 und 64 Jahren und 15,9 Prozent waren 65 Jahre alt oder darüber. Das Durchschnittsalter betrug 41 Jahre. Auf 100 weibliche Personen kamen 89,6 männliche Personen. Auf 100 Frauen im Alter von 18 Jahren oder darüber kamen statistisch 85,3 Männer.

Das jährliche Durchschnittseinkommen eines Haushalts betrug 47.689 USD, das Durchschnittseinkommen der Familien betrug 56.450 USD. Männer hatten ein Durchschnittseinkommen von 39.126 USD, Frauen 26.690 USD. Das Prokopfeinkommen betrug 24.637 USD. 2,7 Prozent der Familien und 4,5 Prozent der Bevölkerung lebten unterhalb der Armutsgrenze. Darunter waren 5,2 Prozent der Kinder und Jugendlichen unter 18 Jahren und 4,9 Prozent der Einwohner im Alter von 65 Jahren oder darüber.